# Vie d'Or
N.V. Levensverzekeringsmaatschappij Vie d'Or was een in 1985 opgerichte Nederlandse levensverzekeringsmaatschappij. Op 15 december 1993 heeft de rechtbank ’s-Hertogenbosch over Vie d’Or de noodregeling in de zin van de Wet toezicht verzekeringsbedrijf uitgesproken. Op 11 december 1995 is Vie d’Or door de rechtbank failliet verklaard. De polissen zijn met gereduceerde aanspraken overgegaan op Twenteleven N.V. (een dochter van Levob Verzekeringen B.V.), en vervolgens na een fusie in 2007 op Achmea Pensioen- en Levensverzekeringen N.V., onder het merk Avéro Achmea.
Door schikkingen met diverse partijen was er samen met de uitkering uit het faillissement een fonds van 45 miljoen euro beschikbaar om de ongeveer 12.000 gedupeerde polishouders een schadevergoeding te betalen.
De regeling van de verdeling van dit bedrag is in 2009 door het Gerechtshof Amsterdam volgens de Wet collectieve afwikkeling massaschade (WCAM) algemeen verbindend verklaard voor alle polishouders, met een opt-out regeling: als een polishouder ervoor zou hebben gekozen niet aan de regeling deel te nemen zou deze slechts zijn aandeel in de veel kleinere uitkering uit het faillissement krijgen, maar zou deze het recht behouden tegen de betrokken partijen te (blijven) procederen. Eén polishouder heeft hiervoor gekozen, maar deze heeft dat later weer ingetrokken. De regeling van de verdeling is dan ook voor alle polishouders van kracht.
De circa 12.500 eerste uitkeringen zijn eind 2010 uitbetaald of op de polis bijgeschreven. De laatste uitkeringen volgden in de eerste maanden van 2011.
Het Gerechtshof te Den Haag had op 27 mei 2004 de Verzekeringskamer, de Staat, de accountants en de actuaris al (hoofdelijk) aansprakelijk gesteld voor de schade. De basis voor de schadevergoeding was al gelegd toen SOBI in 1998 de drie controlerende accountants van Deloitte een berisping deed incasseren.